# Різнолісся (заказник)
Різнолі́сся — загальнозоологічний заказник місцевого значення в Україні. Розташований на території Цуманської селищної громади Луцького району Волинської області, на південь від села Городище. 
Площа — 128 га. Статус надано згідно з рішенням Волинської обласної ради від 16.12.2003 року № 9/12. Перебуває у віданні ДП «Цуманське ЛГ» (Сильненське лісництво, квартал 32). 
Статус надано з метою охорони та збереження у природному стані ділянки дубово-соснового лісу масивів із домішкою ясена звичайного (Fraxinus excelsior), клена звичайного (Acer platanoides). У заказнику трапляються рідкісні видів рослин, занесені до Червоної книги України: вовчі ягоди пахучі (Daphne cneorum), підсніжник білосніжний (Galanthus nivalis), кадило сарматське (Melittis sarmatica), любка дволиста (Platanthera bifolia), лілія лісова (Lilium martagon). 
Фауна заказника представлена численними видами мисливських тварин: лось (Alces alces), сарна європейська (Capteolus capteolus), свиня дика (Sus scrofa), бобер річковий (Castor fiber) та болотяних хижих птахів.

## Галерея

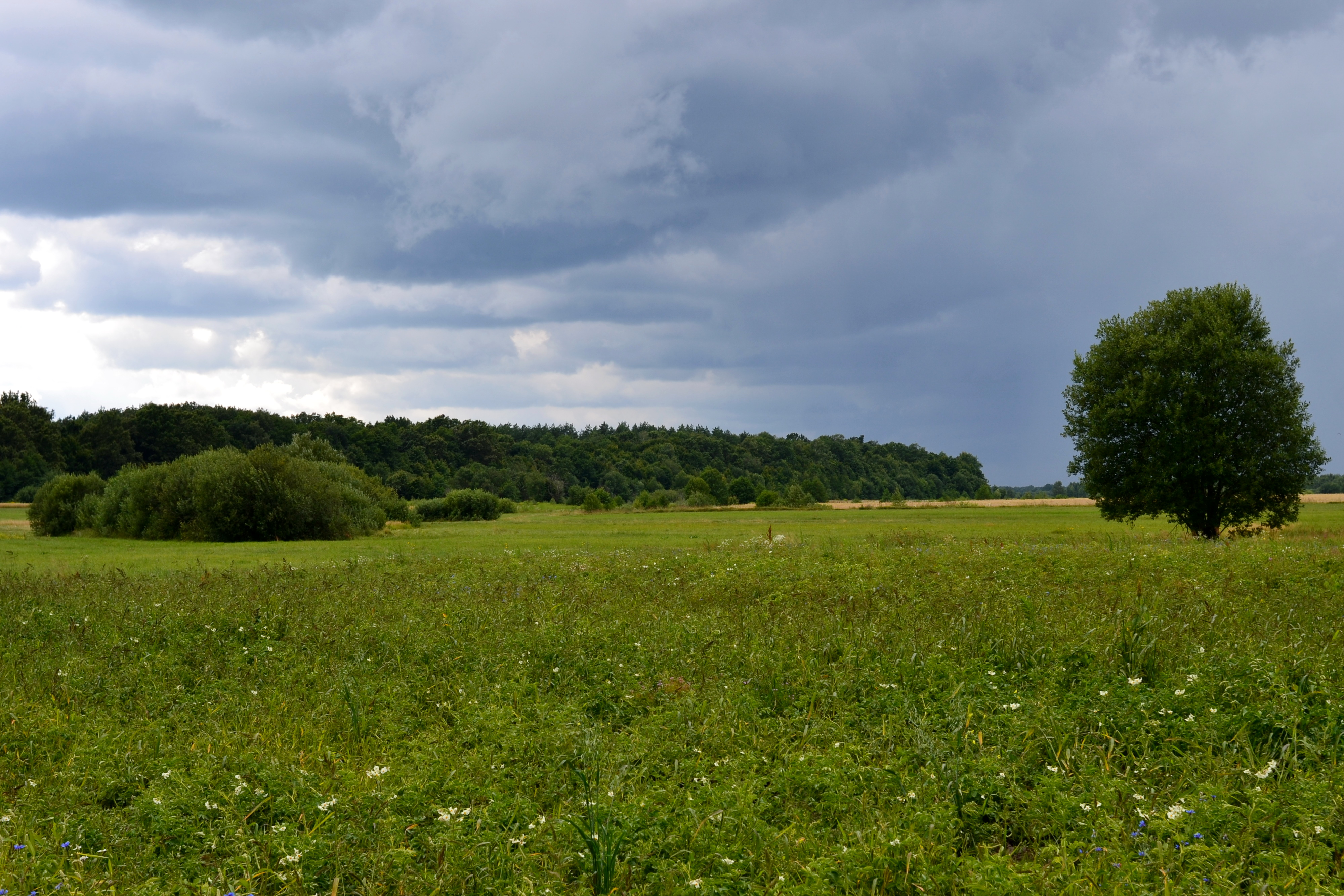
Загальний вигляд
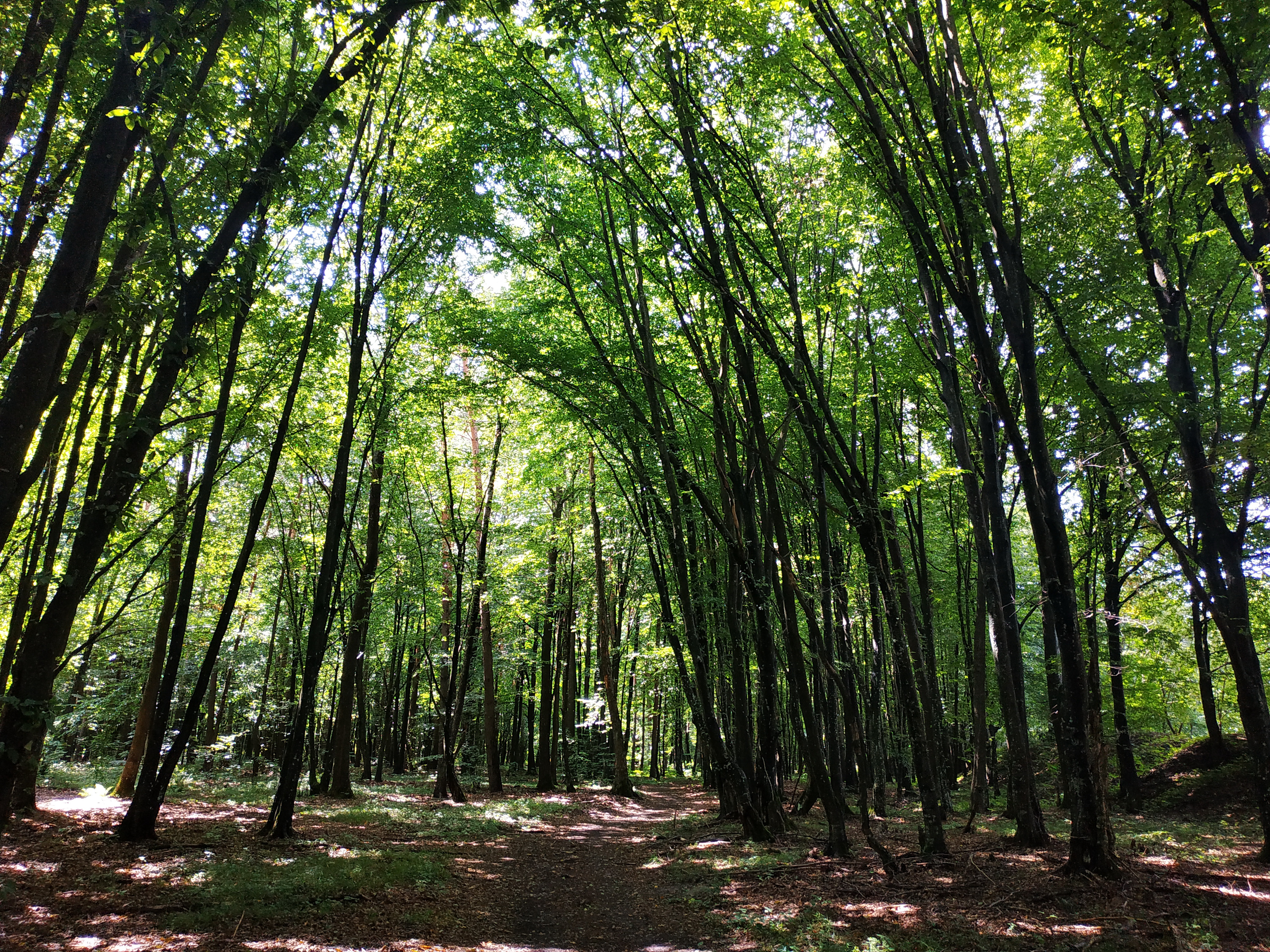
Вигляд посеред лісу
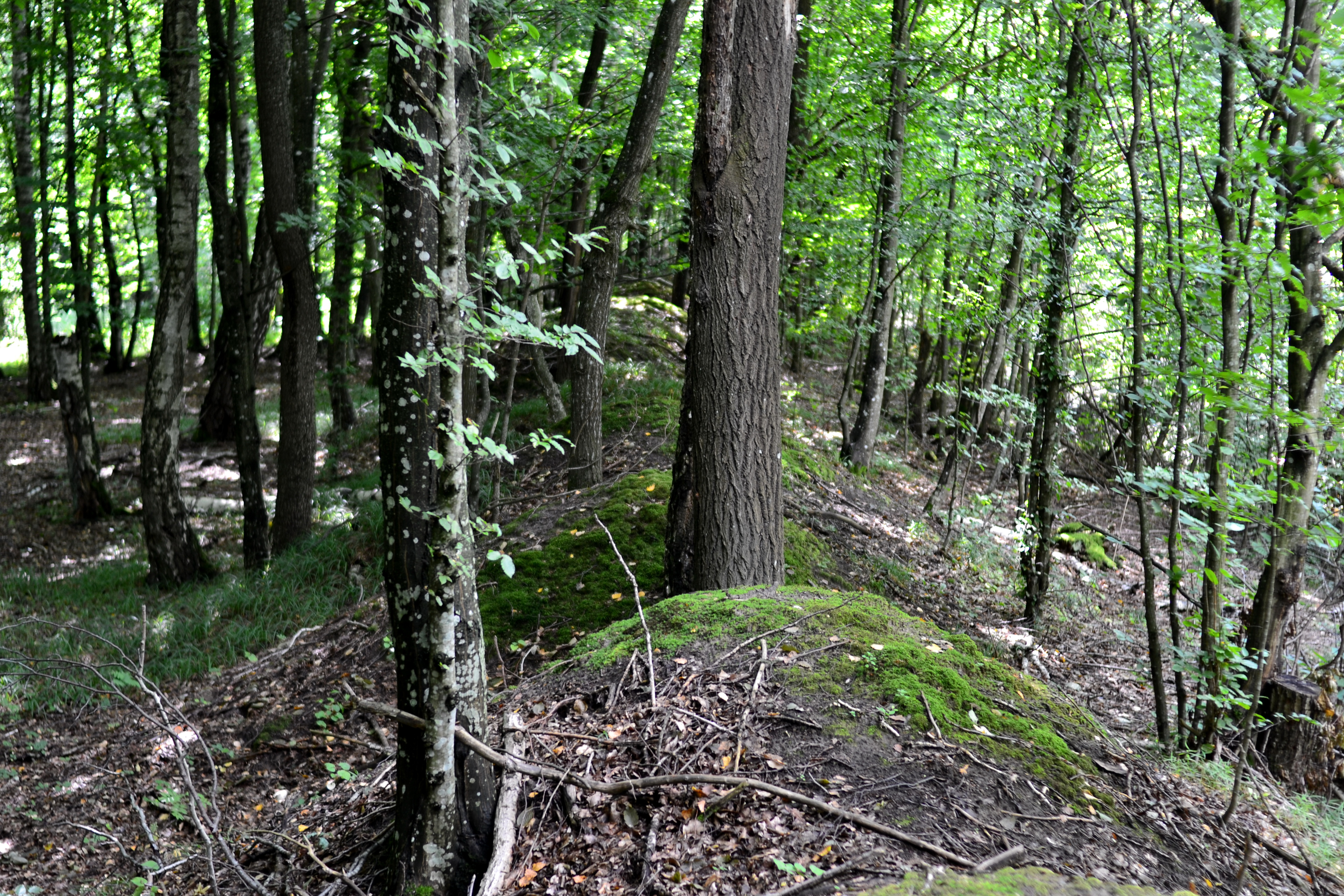
Вал посеред лісу
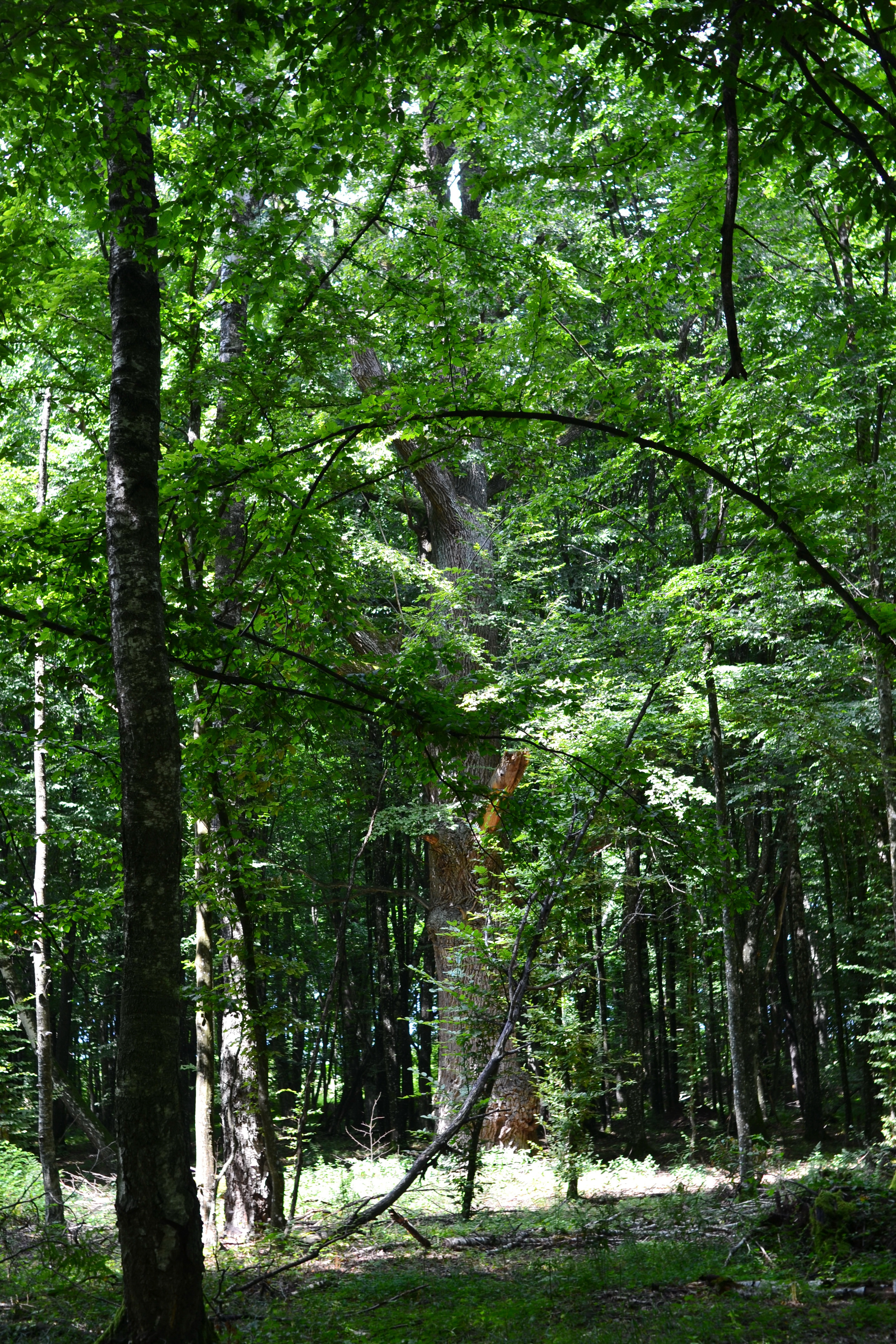
Потужний дуб
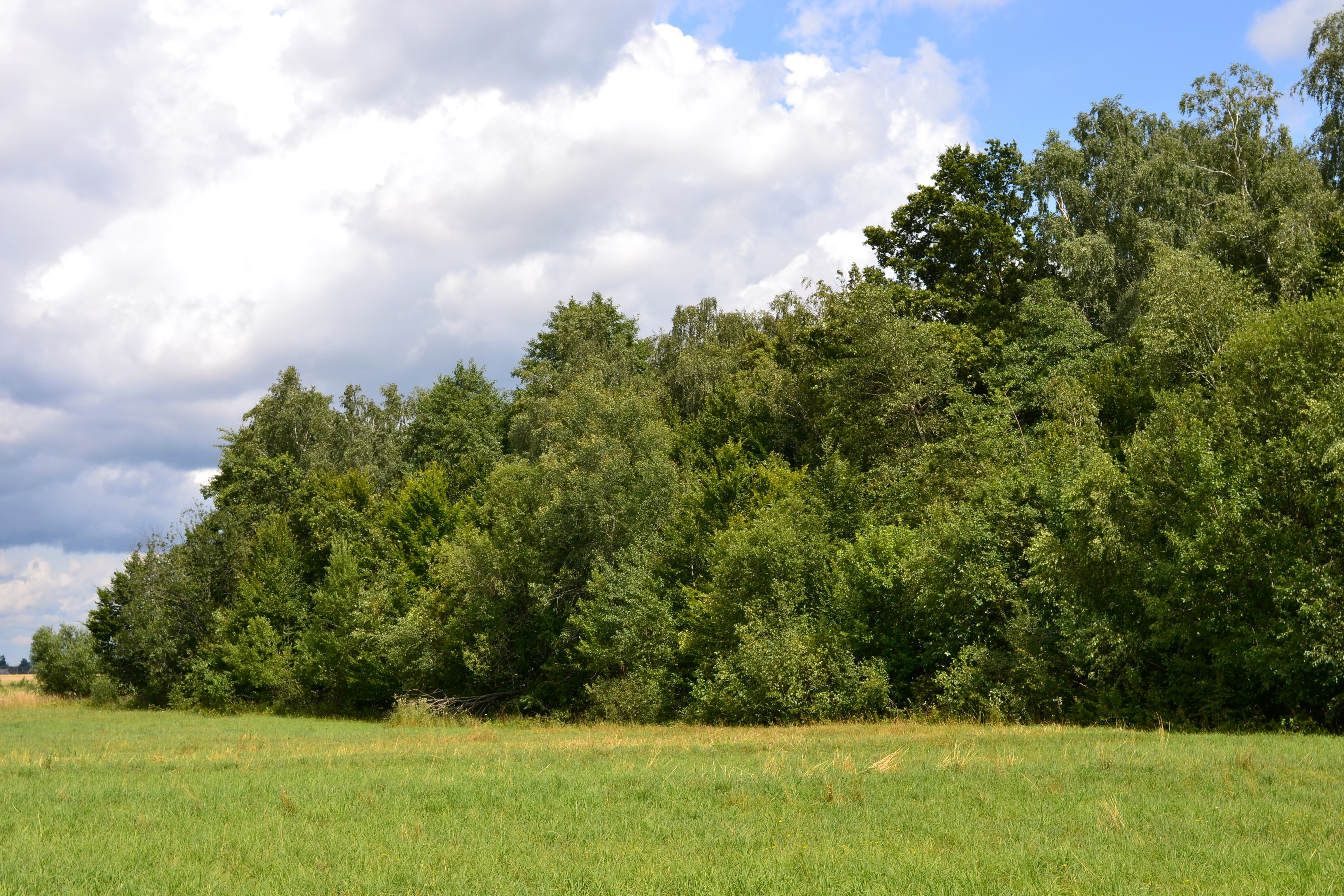
Край лісу